# Temple protestant de La Force
Le temple protestant de La Force est un édifice religieux situé dans le pavillon des Recettes de l'ancien château de La Force, en Dordogne. Il est rattaché à l'Église protestante unie de France.

## Histoire

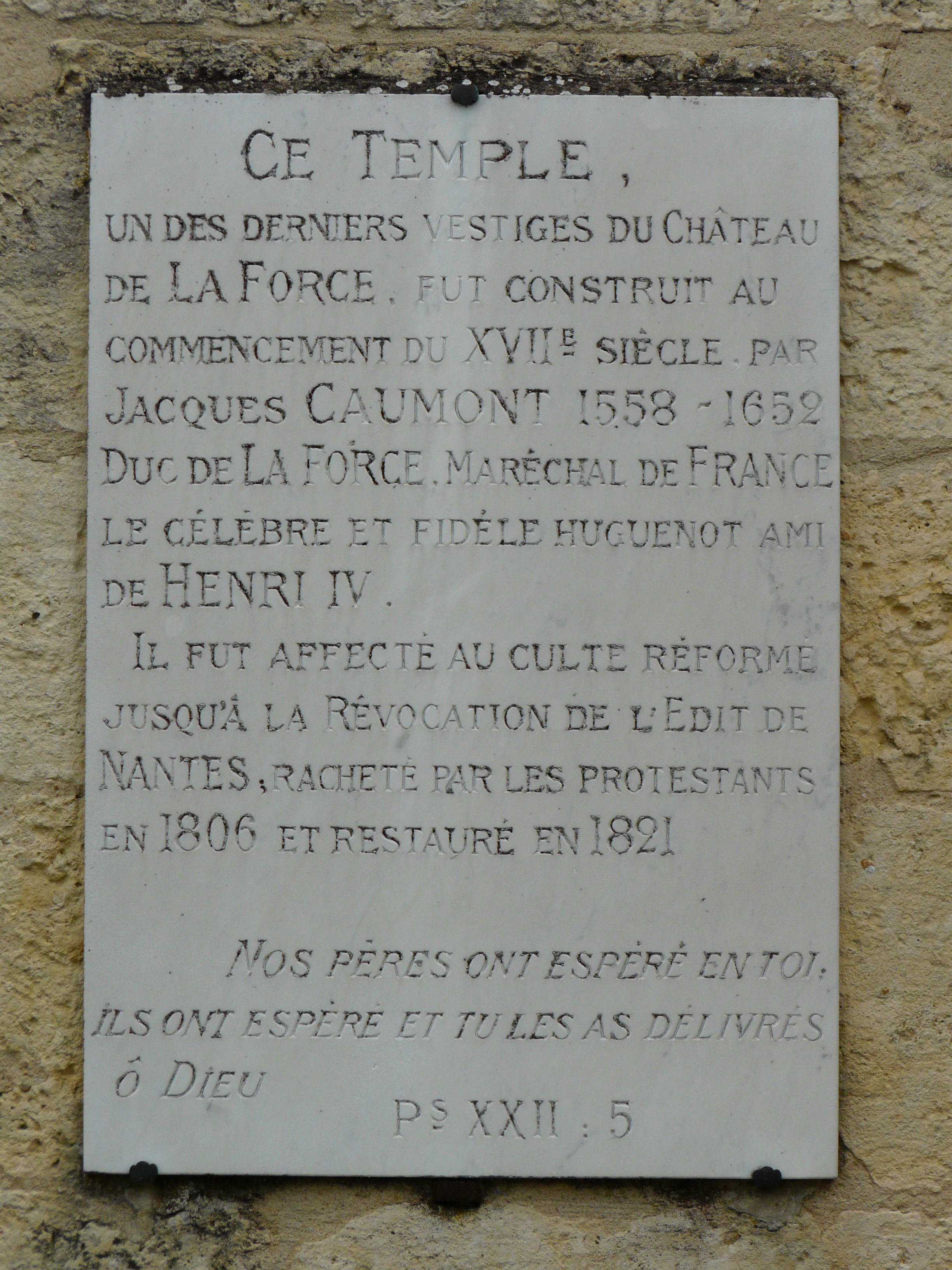
Plaque commémorative

François de Caumont est seigneur de La Force par son mariage en 1554 avec Philippa de Beaupoil, dame de La Force, Mas-Durand, Eymet, Montboyer, etc. (fille de François, seigneur de la Force, et de Philippa de Pellegrüe, veuve de François de Vivonne, seigneur de La Chataigneraye). Sa famille avait embrassé la religion réformée, comme les Durfort-Duras, probablement vers 1530. Capitaine huguenot, il a accompagné Henri de Navarre à Paris pour son mariage avec Marguerite de Valois. Il est tué ainsi que son fils aîné, Armand, lors du massacre de la Saint-Barthélemy en 1572. Jacques Nompar de Caumont, un fils cadet, réussit à échapper au massacre grâce Armand de Gontaut-Biron.
La Force adhère à la Réforme dès 1560. 
Le temple actuel a été bâti par Jacques Nompar de Caumont, 1er duc de La Force, en 1604. Il est resté un temple jusqu'à la révocation de l'édit de Nantes, en 1685.
Jacques Nompar II de Caumont (1632-1699) succède à son grand-père, Henri Nompar de Caumont (1582-1678), 3e duc de La Force. Il abjure la foi protestante en 1686, sous la pression royale. Le temple est alors transformé en chapelle castrale. Le 21 décembre 1699, il réalise un autodafé de livres « hérétiques » devant le temple, pour montrer la véracité de sa foi catholique. La même année, il mène une campagne de conversions forcées en Bergeracois.
Le château a été démoli par Joseph Lakanal sous la Révolution, pendant sa mission, à partir d'octobre 1793, sauf le temple.
Le temple est racheté par les protestants en 1806, qui l'ont restauré en 1821.